# 尉迟跋质那
尉迟跋质那，隋朝末年、唐朝初年著名画家，西域于阗（今新疆和田地区）人。
尉迟跋质那在隋朝时定居洛阳，封郡公。《历代名画记》称他“善画外国及佛像，当时擅名”，有大尉迟之称。他和儿子尉迟乙僧并称大小尉迟。他的画作知名者有《六番图》《外国宝树图》《婆罗门图》。